# 7 Flotylla U-Bootów Wegener
7 Flotylla U-Bootów Wegener (7. Unterseebootsflottille Wegener) – niemiecka jednostka wojskowa w formie organizacyjnej flotylli okrętów, będąca jedną z operacyjnych flotylli U-Bootów niemieckiej floty podwodnej w okresie poprzedzającym oraz podczas II wojny światowej. 7. Flotylla została utworzona w czerwcu 1938 roku w Kilonii pod nazwą Unterseebootsflottille „Wegener” pod dowództwem korvettenkapitäna Ernsta Sobe. W 1939 roku nazwa uległa zmianie na 7. Unterseebootsflottille „Wegener”. Po zdobyciu Francji i uzyskaniu możliwości korzystania z baz atlantyckich, została przeniesiona do Saint-Nazaire. Kolejnymi dowódcami tej jednostki byli Hans Rösing, Herbert Sohler oraz Adolf Piening.
W ciągu siedmiu lat isntnienia jednostki w jej skład weszło 111 okrętów podwodnych typów VIIB, VIIC oraz VIIC/41, w tym wiele najskuteczniejszych niemieckich jednostek podwodnych, jak U-47, czy U-48. Wizerunek prychającego byka, został oficjalnym emblematem flotylli, po zatopieniu U-47 Günthera Priena, gdy za emblemat flotylli przyjęto wymalowany 14 października 1939 roku w drodze powrotnej ze Scapa Flow wizerunek byka na kiosku U-47, celem upamiętnienia „byka ze Scapa Flow”. Jeszcze przed oficjalnym ogłoszeniem informacji o stracie okrętu, we flotylli wydano pisemny rozkaz, zgodnie z którym każdy okręt 7. Flotylli miał mieć umieszczony na kiosku wizerunek prychającego byka.